# 横浜羽沢駅
横浜羽沢駅（よこはまはざわえき）は、神奈川県横浜市神奈川区羽沢町にある日本貨物鉄道（JR貨物）・東日本旅客鉄道（JR東日本）の駅。東海道本線に属し東海道貨物線（羽沢線）上にある。
通常の貨物駅としての役割に加え、東京以北と以南の小荷物輸送の中継・仕訳拠点として開設された。小荷物は旅客業務に含まれるため、貨物駅ではなく一般駅として発足した。国鉄分割民営化を前に小荷物輸送は廃止となったものの、今後旅客営業を行う可能性があるという理由で、形式上は旅客営業も行う一般駅としての扱いが継続した。しかし旅客設備はなく、一般旅客営業が行われたことはない。特急「湘南」の一部は当駅経由で運行されているが、全列車が通過する。
また当駅の敷地の一部を利用して、2019年（令和元年）11月に相模鉄道相鉄新横浜線・東日本旅客鉄道（JR東日本）東海道貨物線（相鉄線直通列車）の旅客駅である羽沢横浜国大駅が開業した。羽沢横浜国大駅は営業キロ上で横浜羽沢駅と同一となる。羽沢横浜国大駅建設に合わせて、横浜羽沢駅でも改良工事が行われて着発線荷役方式が導入された。また相鉄線直通線は、駅の東側で東海道貨物線と合流する。

## 歴史
横浜羽沢駅の開業前は、横浜市内のコンテナは保土ケ谷駅や高島駅で取扱っていた。また東京以北と以南の間で首都圏を通過する小荷物は、当駅の開業以前は中継・仕訳拠点がなく、ターミナル駅の隅田川駅と汐留駅との間で国鉄のトラック便や鉄道荷物会社のトラック輸送により中継されるものが大部分であった。

当駅の開業に伴い、横浜港に荷揚げされる車扱貨物も順次コンテナ輸送に移行することになり、高島線から分岐していた表高島駅、横浜市場駅、東横浜駅、横浜港駅、山下埠頭駅が国鉄民営化直前までに廃止、また入江駅と新興駅が統合（のちに廃止）され、横浜港の臨港線は消滅の道を歩んでいった。

### 年表
- 1979年（昭和54年）10月1日：横浜市神奈川区羽沢町字天屋に開業[5]。貨物と小荷物を取扱う一般駅[1]。
- 1985年  (昭和60年) 2月15日：18時15分頃、15両編成の貨物列車（EF65-109牽引）が突然動き始め、緩い下り勾配を350 mに渡り暴走して車止めに衝突し高架から転落した[6]。原因はブレーキが単弁（機関車のみにブレーキがかかるもの）しかかかっていなかったためとされている[6]。牽引機のEF65-109は翌1986年2月に廃車になった。
- 1986年（昭和61年）11月1日：小荷物の取扱を廃止、書類上旅客営業開始[1][7]。
- 1987年（昭和62年）4月1日：国鉄分割民営化に伴い、日本貨物鉄道（JR貨物）と東日本旅客鉄道（JR東日本）の駅となる[1]。
- 2019年（令和元年）11月30日：1面2線のうちの1線を着発線荷役方式に改良し、26両までの荷役対応が可能となる[4]。

## 取扱う貨物の種類
- コンテナ貨物
  - 12 ftコンテナ、20・30 ftの大形コンテナ、20 ftのISO規格海上コンテナ（ただし重量は20 tまで）を取扱う。

## 駅構造
2面3線のコンテナホームがある。ホームは長いが、実際にホームとして使用されているのは東側約300メートルのみである。ホームの北端には駅の入口や駅舎がある。ホームの南側には仕分け線が数本あり、それらや荷役線からトンネルへ向かう引上げ線1本が伸びている。引上げ線からは、着発線につながる線が分岐している。
駅構内はホーム側から順に、ホーム、荷役線2本、ホーム、荷役線1本、仕分け線群、着発線群、下り本線、上屋付きホーム1面2線、着発線群、上り本線となっている。着発線の一部と上下本線はJR東日本の管轄で、残りの側線はJR貨物の管轄である。JR東日本管轄線にある荷物ホームは現在使用されていない。
丘陵地にあり、駅は地上、東側は高架線、西側はトンネルになっている。構内の一部も高架になっている。

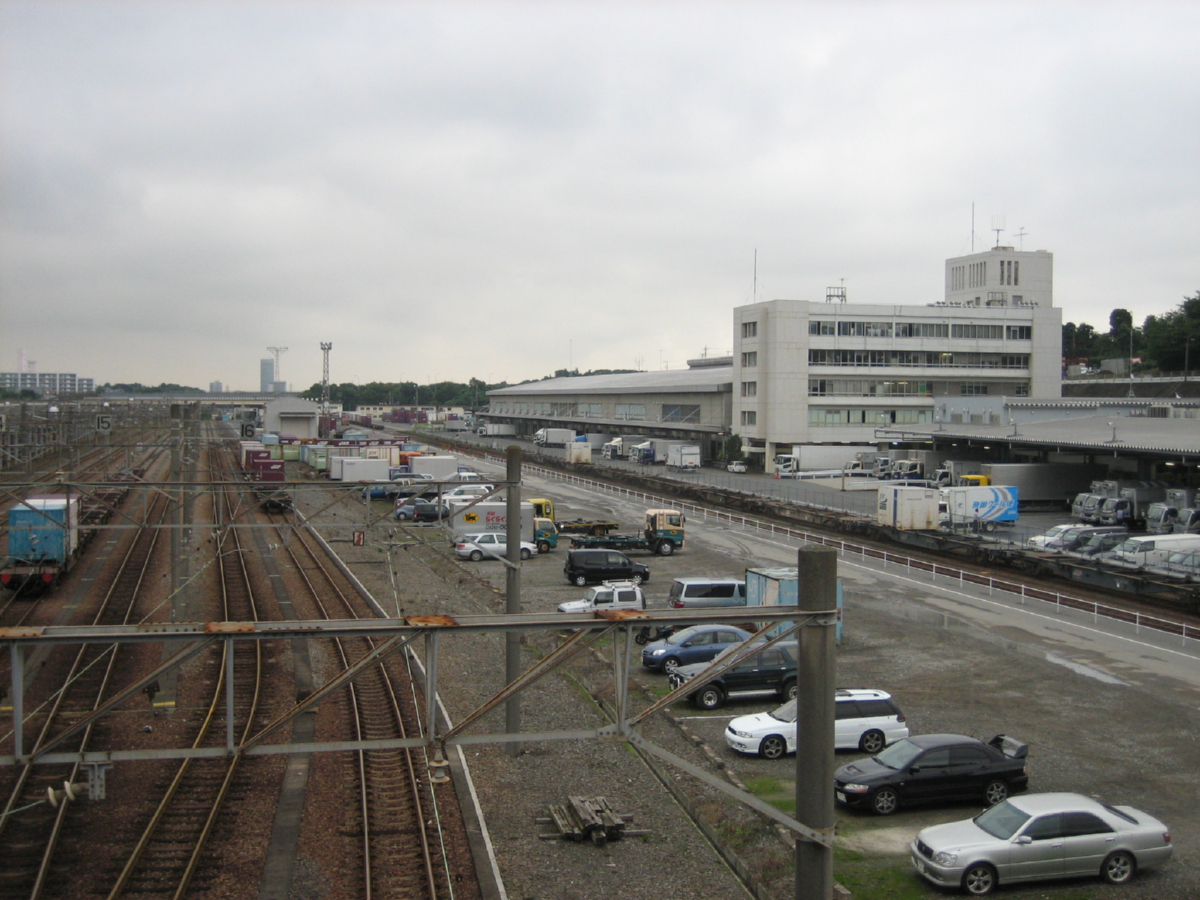
貨物ホームを望む
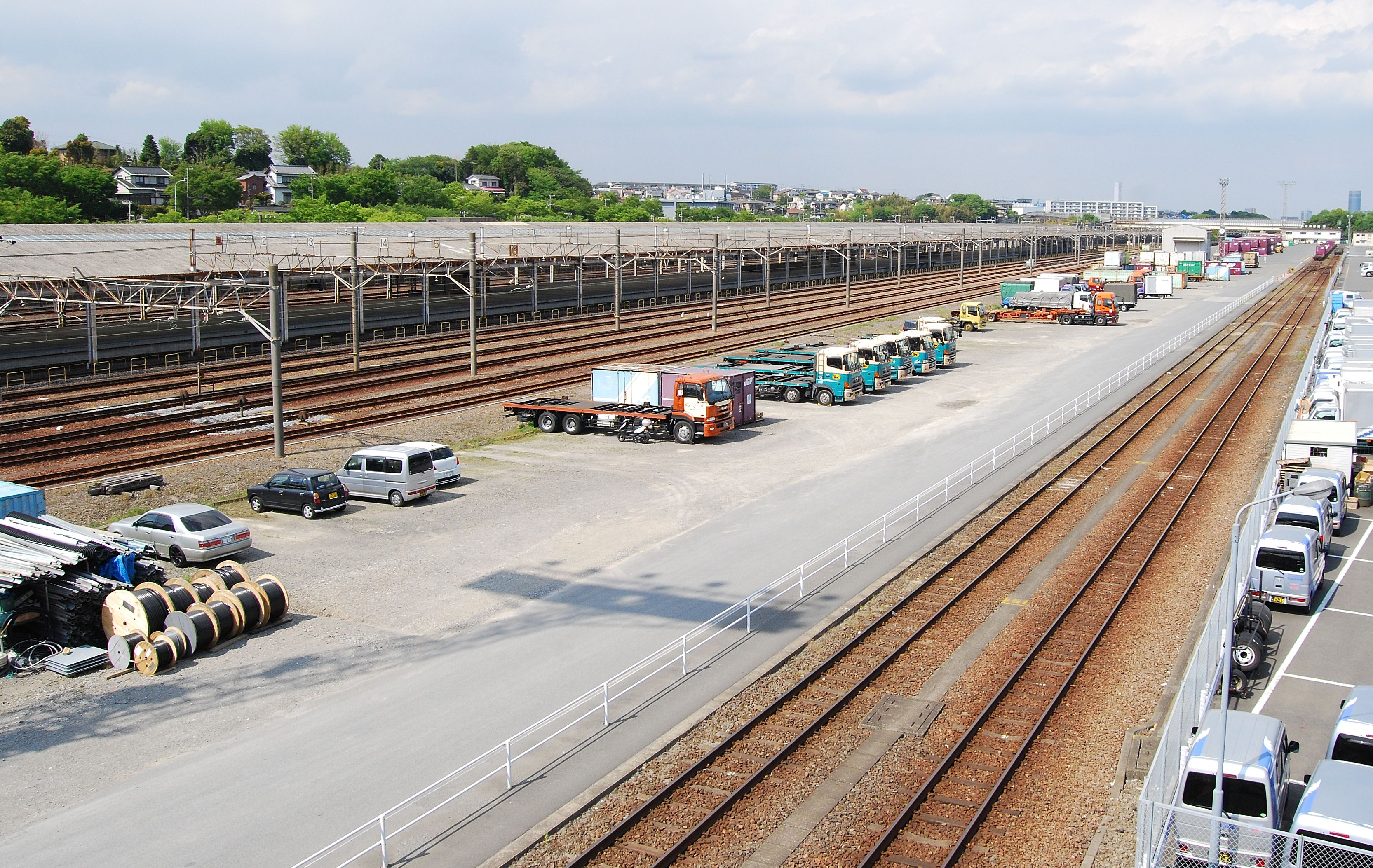
旧・荷物ホームを望む。
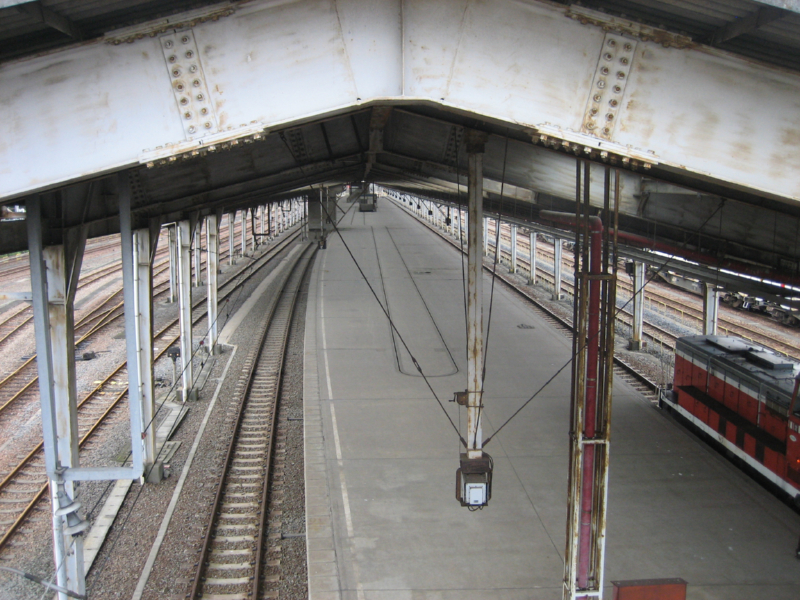
旧・荷物ホーム

## 利用状況
近年の年間発着トン数は下記の通り。
| 年度   | 年間貨物取扱量 | 年間貨物取扱量 |
| 年度   | 発送（トン）   | 到着（トン）   |
| ------ | -------------- | -------------- |
| 1998年 | 208,582        | 209,782        |
| 1999年 | 209,337        | 201,567        |
| 2000年 | 201,347        | 193,438        |
| 2001年 | 210,722        | 204,727        |
| 2002年 | 225,879        | 214,363        |
| 2003年 | 233,782        | 239,847        |
| 2004年 | 215,147        | 225,531        |
| 2005年 | 214,640        | 242,761        |
| 2006年 | 225,853        | 234,390        |
| 2007年 | 223,877        | 231,412        |
| 2008年 | 197,768        | 217,462        |
| 2009年 | 168,714        | 188,975        |
| 2010年 | 164,216        | 190,716        |
| 2011年 | 151,312        | 182,564        |
| 2012年 | 159,505        | 166,840        |
| 2013年 | 181,296        | 170,660        |
| 2014年 | 186,233        | 167,145        |

## 駅周辺
- 第三京浜道路
  - 羽沢インターチェンジ
  - 保土ヶ谷パーキングエリア
  - 保土ヶ谷料金所
- 佐川急便横浜北営業所
- 羽沢横浜国大駅（相鉄新横浜線）

## 隣の駅
東日本旅客鉄道（JR東日本）
東海道貨物線（旅客列車は全列車通過）
鶴見駅 - 横浜羽沢駅 - 東戸塚駅